# Donnchad mac Toirdhelbaich
Donnchad mac Toirdelbaich Ó Briain (mort en 1311)  (en anglais: Donough O'Brien)  roi de Thomond de 1306 à 1311.

## Biographie
Donnchad mac Toirdelbaich est le fils ainé de Thoirdelbach mac Taigd Cael Uisce Ó Briain et il succède à son père en 1306. La guerre de succession entre les deux clans rivaux de la famille O'Brien soutenus par leurs alliés anglo-normands respectifs reprend rapidement. Si Donnchad,  bénéfice de l'appui de Guillaume de Bourg, dit le Gris et partisan du « clan Turlough  », Richard de Clare prend le parti de son cousin Diarmait Cléirech Ó Briain, candidat au trône du « clan Briain ». Après un combat le 20 mai 1311 près de Bunratty ou cours duquel Guillaume le Gris est capturé, Donnchad s'enfuit et il est tué par ses cousins dans sa fuite près de l'abbaye de Corcomroe la même année 1311.

## Succession
Donnchad/Donogh est l'ancêtre du sept de Glankeen de la famille O'Brien toutefois c'est son frère Muircheartach mac Toirdhelbaich Ó Briain qui devient le nouveau prétendant du « clan Turlough »:

## Sources
- (en) T.W Moody, F.X. Martin, F.J. Byrne A New History of Ireland IX Maps, Genealogies, Lists. A companion to Irish History part II . Oxford University Press réédition 2011  (ISBN 9780199593064).  « O'Briens: Ó Briain Kings and Earls of Thomond 1168-1657 » p. 219-220 & « O'Briens: Ó Briain Kings and Earls of Thomond 1168-1657  » généalogie n°23 p. 152.
- (en) Goddard Henry Orpen (Introduction de Seán Duffy), Ireland under the Normands 1169-1333, vol. IV, Dublin, Four Courts Press (réédition), 2005, 633 p. (ISBN 9781846828188), p. 461-486 The Normands in Thomond
- (en) A Timeline of Irish History, Richard Killen Gill & Macmillan Dublin (2003)  (ISBN 07171-3484-9).
- (en) Joe Power The Normands in Thomond Clare County Library p. 1